# Janvier 1949
Cette page présente les faits marquants du mois de janvier 1949.

## Évènements
- 1er janvier :
  - En France, création de la Régie autonome des transports parisiens (RATP).
  - Guerre Indo-Pakistanaise : cessez-le-feu au Cachemire, entre les troupes indiennes et pakistanaises sous l’égide de l’ONU. Le Cachemire est coupé en deux. L’Inde reçoit l’État de Jammu-et-Cachemire (101 387 km²), le Pakistan l’Azad Kashmir (« Cachemire libre », 78 114 km²).

- 6 janvier : en France, création du CNI (Centre National des Indépendants) par Roger Duchet qui en sera le Président, René Coty et Jean Boivin-Champeaux.

- 12 janvier : au Québec, Le Devoir publie un document décrivant les problèmes d'East Broughton, envahie par la poussière d'amiante. Plusieurs habitants y ont attrapé une maladie incurable, l'amiantose. Le document accuse le gouvernement du Québec d'avoir toléré cet état de fait.

- 14 janvier : les négociations sont rompues à Asbestos (Québec) entre l'Asbestos Corporation et le syndicat des mineurs, qui réclame une augmentation de 15 cents l'heure (de 85 cents l'heure à $1) et une amélioration des conditions de travail[1].

- 17 janvier : découverte du virus de la grippe par le docteur Lépine de l'Institut Pasteur de Paris et le docteur Muller de l'Université de Leyde aux Pays-Bas. Ils réussissent à identifier les deux premiers virus et en isolent un troisième.

- 20 janvier :
  - Aux États-Unis, le programme du Fair Deal est annoncé par Harry Truman dans son discours inaugural[2], qui se veut le prolongement du New Deal. Truman emploie pour la première fois le mot « sous-développé », donnant naissance à l'idée d'assistance aux pays les plus pauvres, pour lutter contre le risque d'expansion du communisme dans ces régions.
  - Deuxième Conférence de New Delhi pour mettre fin à la répression néerlandaise en Indonésie[3].

- 21 janvier : aux États-Unis, Dean Acheson est nommé secrétaire d’État (fin en 1953).

- 22 janvier : prise de Pékin par les communistes chinois.

- 23 janvier : en Chine, les communistes écrasent les nationalistes restés au nord du Yang-tseu qui se rendent.

- 24 janvier : en France, début du procès Kravtchenko[4].

- 25 janvier :
  - En Israël, élection de la première Knesset, qui se rassemble pour la première fois le 14 février. David Ben Gourion devient Premier ministre.
  - Création à Moscou du Comecon, ou CAEM : Conseil d'aide économique mutuelle (organe d'« entraide » économique entre les pays communistes), rassemblant au départ l'URSS, la Bulgarie, la Hongrie, la Pologne, la Roumanie, la Tchécoslovaquie puis l'Albanie en février.

- 26 janvier : 
  - Invention du magnétophone par la compagnie 3M.
  - En Indonésie, premier vol d'un appareil de la société de navigation aérienne Garuda Indonesian Airways. Elle se substitue à la KLM mais dépend de l’étranger pour le matériel et pour le personnel.

- 31 janvier : les États-Unis reconnaissent l'État d'Israël.

## Naissances
- 6 janvier : Thierry Ardisson, animateur de télévision français († 14 juillet 2025).
- 10 janvier : George Foreman, boxeur américain († 21 mars 2025).
- 13 janvier : Rakesh Sharma, premier spationaute indien.
- 14 janvier : Pierre Mailloux, psychiatre et animateur de radio québécois († 12 janvier 2024).
- 15 janvier : Dan Ar Braz, auteur-compositeur-interprète breton
- 16 janvier : 
  - Andy Scott, ingénieur du son britannique.
  - Barbara Balzerani, membre des Brigades rouges italiennes († 4 mars 2024).
- 17 janvier : Mick Taylor, guitariste britannique de blues et rock, membre des Bluesbreakers et des Rolling Stones
- 18 janvier :
  - Franz-Olivier Giesbert, journaliste français.
  - Philippe Starck, designer et architecte français.
- 19 janvier : Robert Palmer, chanteur britannique
- 21 janvier : Françoise Magrangeas, lithographe et peintre française († 13 septembre 2011)
- 23 janvier : Robert D. Cabana, astronaute américain.
- 24 janvier :
  - John Belushi, comédien et chanteur américain dans les films The Rutles: All You Need Is Cash et  The Blues Brothers.
  - Guy Charron, hockeyeur québécois.
- 25 janvier : 
  - Paul Nurse, biochimiste britannique, prix Nobel de physiologie ou médecine en 2001.
  - Seyoum Mesfin, homme politique éthiopien († 13 janvier 2021).
- 26 janvier : Alain Flick, acteur et doubleur français († 03 avril 2024).
- 30 janvier : Peter Agre, biologiste américain, prix Nobel de chimie en 2003.

## Décès
- 2 janvier : Dynam-Victor Fumet, compositeur et organiste français (° 4 mai 1867).
- 5 janvier : Eugène Béringuier, peintre français (° 17 septembre 1874).
- 6 janvier : Victor Fleming, réalisateur américain (65 ans).
- 10 janvier : Othon Friesz, peintre français.
- 11 janvier : Torsten Carleman, mathématicien suédois (° 8 juillet 1892).
- 14 janvier : Joaquín Turina, pianiste et compositeur espagnol (° 9 décembre 1882).
- 19 janvier : Célestin Rousseau, espérantiste français (° 22 septembre 1861).
- 28 janvier : Jean-Pierre Wimille, pilote automobile français. (° 26 février 1908).